# Mark Isham
Mark Ware Isham (Nova York, 7 de setembre de 1951) és un compositor guanyador d'un Premi Emmy a millor música d'un tema principal i d'un Premi Grammy i candidat als Oscars i al Globus d'Or. Freqüent col·laborador del cineasta Alan Rudolph, va compondre la música de les seves pel·lícules Trouble in Mind (1985), Mrs. Parker and the Vicious Circle (1994), Afterglow (1997), The Moderns (1988) i Made in Heaven (1987), entre d'altres; les partitures dels films de Robert Altman Short Cuts (1993) i The Gingerbread Man (1998); i les bandes sonores de River Runs Through It (1992), Quiz Show (1994) i Lleons per bens (2007) de Robert Redford, així com The Times of Harvey Milk (1984) de Rob Epstein, Reversal of Fortune (1990) de Barbet Schroeder, Point Break (1991) de Kathryn Bigelow, The Net (1995) d'Irwin Winkler, Blade (1998) de Stephen Norrington, Crash (2004) de Paul Haggis o 42 (2013) de Brian Helgeland. També va compondre la música per a la sèrie de televisió Once Upon a Time.
Ha compost la banda sonora de moltes pel·lícules, i actualment compon la banda sonora de la sèrie Once Upon a Time de la ABC.

## Biografia
Mark Isham va néixer el 7 de setembre de 1951 a Nova York, Estats Units. La seva mare era violinista i el seu pare li va ensenyar música i història, d'aquesta manera aviat va començar a estudiar piano clàssic, trompeta i violí des d'una edat molt primerenca. Va començar la seva carrera musical en les orquestres simfòniques de Oakland i Sant Francisco i, posteriorment, va formar part de nombrosos grups de rock i jazz. Quan Isham va fer 20 anys va estar centrat en la música electrònica, creant-se una reputació com a programador, encara que va mantenir la trompeta com l'instrument principal de la seva carrera com a compositor. Va fer una carrera important tocant la trompeta com a solista, encara que també ho va fer al costat de bandes de jazz i amb artistes de rock, arribant a treballar per a bandes tan importants com els Rolling Stones. D'altra banda també ha participat en diversos àlbums d'estudi d'artistes prestigiosos com Van Morrison i Joni Mitchell. Va rebre el suport incondicional de la crítica especialitzada, llançant al mercat els seus propis àlbums d'estudi anomenats Vapour Drawings, Castalia i Tibet, rebent nominacions als premis grammy pel seu treball. Posteriorment el seu àlbum titulat Remembered: The Silent Way Project va ser premiat l'any de la seva publicació, 1999. Actualment Mark Isham és un dels compositors de música per a pel·lícules més importants de Hollywood, tenint en la seva filmografia títols importants, havent guanyat un Emmy i havent estat candidat als Globus d'Or i a l'Óscar.
Ha compost una de les bandes sonores (si més no un dels temes més bonics, "Building A Family") de la pel·lícula No Reservations (2007) amb Catherine Zeta-Jones.

## Filmografia
- Filmografia.[3]

| Any  | Pel·lícula                                      |
| ---- | ----------------------------------------------- |
| 2016 | Fallen                                          |
| 2014 | El protector                                    |
| 2011 | The Factory                                     |
| 2011 | La gran aventura del dofí Winter (Dolphin Tali) |
| 2011 | El mecànic (The Mechanic)                       |
| 2009 | Crossing Over                                   |
| 2008 | The Women                                       |
| 2007 | Lleons per bens                                 |
| 2007 | A la vall d'Elah (In the Valley of Elah)        |
| 2007 | Next                                            |
| 2006 | Bobby                                           |
| 2006 | La dàlia negra                                  |
| 2006 | Eight Below                                     |
| 2005 | In Her Shoes                                    |
| 2004 | Crash                                           |
| 2004 | Twisted                                         |
| 2001 | Don't Say a Word                                |
| 2001 | Hardball                                        |
| 2001 | Life as a House                                 |
| 2001 | Save the Last Dance                             |
| 2000 | Rules of Engagement                             |
| 2000 | Men of Honor                                    |
| 1999 | At First Sight                                  |
| 1998 | Blade                                           |
| 1998 | Nothing Scared                                  |
| 1996 | Last Dance                                      |
| 1996 | EZ Streets                                      |
| 1996 | Chicago Hope                                    |
| 1995 | The Net                                         |
| 1994 | Nell                                            |
| 1994 | La versió de Browning                           |
| 1993 | Made in America                                 |
| 1992 | A River Runs Through It                         |
| 1991 | Point Break                                     |
| 1988 | The Beast of War                                |

## Premis i nominacions

### Premis
- 1991: Grammy al millor àlbum de new-age
- 1997. Primetime Emmy a la millor cançó principal per EZ Streets

### Nominacions
- 1989: Grammy al millor àlbum de new-age
- 1990: Grammy al millor àlbum de new-age
- 1993. Oscar a la millor banda sonora per A River Runs Through It
- 1994. Grammy a la millor composició escrita per pel·lícula o televisió per A River Runs Through It
- 1995. Globus d'Or a la millor banda sonora per Nell
- 1995. Primetime Emmy a la millor cançó principal per Chicago Hope
- 1996. Primetime Emmy a la millor cançó principal per Chicago Hope
- 1998. Primetime Emmy a la millor cançó principal per Nothing Sacred
- 2002. Grammy al millor àlbum de banda sonora per pel·lícula, televisió o altre mitjà visual per Men of Honor